# ماريون مارشال
ماريون مارشال (بالإنجليزية: Marion Marshall)‏ هي ممثلة أمريكية، ولدت في 8 يونيو 1930 بلوس أنجلوس في الولايات المتحدة.

## وصلات خارجية
- ماريون مارشال على موقع IMDb (الإنجليزية)
- ماريون مارشال على موقع ألو سيني (الفرنسية)
- ماريون مارشال على موقع تيرنر كلاسيك موفيز (الإنجليزية)
- ماريون مارشال على موقع أول موفي (الإنجليزية)
- ماريون مارشال على موقع قاعدة بيانات الأفلام السويدية (السويدية)
- ماريون مارشال على موقع قاعدة بيانات الفيلم (الإنجليزية)
- ماريون مارشال على موقع كينوبويسك (الروسية)